# Denis Savard
Denis Joseph Savard (* 4. února 1961 v Gatineau, Québec) je bývalý kanadský hokejový útočník. U příležitosti 100. výročí NHL byl v lednu 2017 vybrán jako jeden ze sta nejlepších hráčů historie ligy.

## Hráčská kariéra
V roce 1980 byl draftován v prvním kole ze 3. místa týmem Chicago Blackhawks. Byl vybrán jako nejvyšší hráč v historii Blackhawks, dokud organizace v roce 2007 draftoval útočníka Patricka Kaneho z první místa. Před draftem hrával tři roky v juniorské lize QMJHL za klub Montreal Juniors. Během působení v juniorské soutěži vyhrál trofeje Michel Bergeron Trophy a Michel Brière Memorial Trophy. První sezónu v profesionální lize NHL načal v ročníku 1980/81 a hned v prvním zápase si připsal tři asistence. Za první odehranou sezónu jako nováček si připsal 75 bodů ze 76 odehraných zápasů. Za svou hráčskou kariéru hrával za další dva kluby v NHL. Za Blackhawks hrával v období 1980-90. Za druhý tým hrával v období 1994-97 za klub Montreal Canadiens, se kterým v sezóně 1992/93 získal Stanley Cup. Jeho třetí klub, za který hrál byl Tampa Bay Lightning, kde strávil jeden a půl sezóny (1993-95).
29. června 1990 byl vyměněn do týmu Montreal Canadiens za obránce a budoucí kapitána týmu Chrise Cheliose a druhé kole draftu (Mike Pomichter). I když v poslední sezóně s Canadiens získal Stanley Cup, klub mu neprodloužil smlouvu a stal se volným hráčem. V létě roku 1993 podepsal smlouvu jako volný hráč s klubem Tampa Bay Lightning, kde hrával 1 ½ období. 6. dubna 1995 byl vyměněn do Chicaga, za šesté kolo draftu v roce 1996 (touto volbou byl vybrán Xavier Delisle). V organizaci Blackhawks ukončil svou hráčskou kariéru, v klubu kde v NHL začínal. V nejprestižnější lize NHL odehrál celkem v základní části 1196 zápasů, ve kterých vstřelil 473 branek a na 865 nahrál, celkem získal 1338. V historii klubu Blackhawks je třetím nejlepším hráčem v bodování, po Bobby Hullovi a Stanu Mikitovi. Během své kariéry nastřádal pětkrát přes více než 100 bodů a sedmkrát se mu podařilo nastřílet více než 30 gólů. Jeho osobní rekord v bodování za jednu odehranou sezónu byla 1987/88, ve které nasbíral 131 bodů a v nastřelených gólech sezóna 1985/86, jenž vstřelil 47 branek. V playoff odehrál 169 zápasů, kde zaznamenal 66 branek a 109 asistencí celkem 175 bodů.

## Trenérská kariéra
Krátce po odchodu z hráčské kariéry začal v prosinci 1997 trénovat Chicago Blackhawks, kde působil jako asistent hlavnímu trenérovi Craigu Hartsburgnovi. Později spolupracoval s Dirkem Grahamem, Lornem Mollekenem, Alponem Suhonenem a Brianem Sutterem. 27. listopadu 2006 byl jmenován prozatímní hlavní trenér Blackhawks, Trent Yawney který vedl mužstvo, byl propuštěn za neuspokojivé výsledky. V Blackhawks zůstal nadále na pozici hlavního trenéra v sezóně 2007/08 a prodloužil smlouvu na dva roky. Za poslední sezónu v klubu 2008/09 odtrénoval čtyři zápasy. 16. října 2008 byl nahrazen na místo hlavního trenéra týmu, místo něho nastoupil bývalý trenér klubu Colorado Avalanche, Joel Quenneville. S klubem Blackhawks odtrénoval 147 zápasů s bilancí 65-66-16.
Trenérská bilance
| Tým    | Sezona    | Základní část | Základní část | Základní část | Základní část | Základní část | Základní část     | Playoff                       |
| Tým    | Sezona    | Z             | V             | P             | PP            | Body          | Umístění v divizi | Výsledek sezony               |
| ------ | --------- | ------------- | ------------- | ------------- | ------------- | ------------- | ----------------- | ----------------------------- |
| CHI    | 2006/2007 | 61            | 24            | 30            | 7             | 55            | 5. v Centrální    | Nekvalifikovali se do playoff |
| CHI    | 2007/2008 | 82            | 40            | 34            | 8             | 88            | 3. v Centrální    | Nekvalifikovali se do playoff |
| CHI    | 2008/2009 | 4             | 1             | 2             | 1             | 3             | 2. v Centrální    | Prohra ve třetím kole         |
| Celkem | Celkem    | 147           | 65            | 66            | 16            | 146           |                   |                               |

## Zajímavosti
- Jeho bratranec Jean Savard, který byl také lední hokejista, rovněž hrával za klub Chicago Blackhawks v letech 1977/79.
- Legendární obránce Serge Savard, který je v Hokejové síně slávy, jsou vzdáleně příbuzní.
- Oficiální konec hráčské kariéry ohlásil 26. června 1997.
- 19. března 1998 vyřadilo klub Chicago Blackhawks jeho číslo 18 #.

## Ocenění a úspěchy
- 1978 QMJHL - Nejlepší nahrávač v playoff
- 1978 QMJHL - Michel Bergeron Trophy
- 1979 QMJHL - Nejlepší nahrávač
- 1979 QMJHL - Třetí All-Star Tým
- 1980 QMJHL - Michel Brière Memorial Trophy
- 1980 QMJHL - První All-Star Tým
- 1983 NHL - Druhý All-Star Tým
- 1982, 1983, 1984, 1986, 1988, 1991, 1996 NHL - All-Star Game
- 2000 zvolen do Hokejové síně slávy

## Prvenství
- Debut v NHL - 9. října 1980 (Chicago Blackhawks proti Buffalo Sabres)
- První asistence v NHL - 9. října 1980 (Chicago Blackhawks proti Buffalo Sabres)
- První gól v NHL - 11. října 1980 (Montreal Canadiens proti Chicago Blackhawks, kanadskému brankáři Denis Herron)
- První hattrick v NHL - 19. dubna 1982 (Chicago Blackhawks proti St. Louis Blues)

## Rekordy
Klubové rekordy Chicago Blackhawks
- nejvíce nasbíraných asistencí za sezónu (87)
- nejvíce nasbíraných kanadských bodů za sezónu (131)

## Klubové statistiky
| Sezóna         | Klub                | Soutěž         |      | Základní část | Základní část | Základní část | Základní část | Základní část |    | Play off | Play off | Play off | Play off | Play off |
| Sezóna         | Klub                | Soutěž         | Z    | G             | A             | B             | TM            | Z             | G  | A        | B        | TM       |          |          |
| 1977/1978      | Montreal Juniors    | QMJHL          | 72   | 37            | 79            | 116           | 22            | —             | —  | —        | —        | —        |          |          |
| 1978/1979      | Montreal Juniors    | QMJHL          | 70   | 46            | 112           | 158           | 88            | 11            | 5  | 6        | 11       | 46       |          |          |
| 1979/1980      | Montreal Juniors    | QMJHL          | 72   | 63            | 118           | 181           | 93            | 10            | 7  | 16       | 23       | 8        |          |          |
| 1980/1981      | Chicago Blackhawks  | NHL            | 76   | 28            | 47            | 75            | 47            | 3             | 0  | 0        | 0        | 0        |          |          |
| 1981/1982      | Chicago Blackhawks  | NHL            | 80   | 32            | 87            | 119           | 82            | 15            | 11 | 7        | 18       | 52       |          |          |
| 1982/1983      | Chicago Blackhawks  | NHL            | 78   | 35            | 86            | 121           | 99            | 13            | 8  | 9        | 17       | 22       |          |          |
| 1983/1984      | Chicago Blackhawks  | NHL            | 75   | 37            | 57            | 94            | 71            | 5             | 1  | 3        | 4        | 9        |          |          |
| 1984/1985      | Chicago Blackhawks  | NHL            | 79   | 38            | 67            | 105           | 56            | 15            | 9  | 20       | 29       | 20       |          |          |
| 1985/1986      | Chicago Blackhawks  | NHL            | 80   | 47            | 69            | 116           | 111           | 3             | 4  | 1        | 5        | 6        |          |          |
| 1986/1987      | Chicago Blackhawks  | NHL            | 70   | 40            | 50            | 90            | 108           | 4             | 1  | 0        | 1        | 12       |          |          |
| 1987/1988      | Chicago Blackhawks  | NHL            | 80   | 44            | 87            | 131           | 95            | 5             | 4  | 3        | 7        | 17       |          |          |
| 1988/1989      | Chicago Blackhawks  | NHL            | 58   | 23            | 59            | 82            | 110           | 16            | 8  | 11       | 19       | 10       |          |          |
| 1989/1990      | Chicago Blackhawks  | NHL            | 60   | 23            | 57            | 80            | 56            | 20            | 7  | 15       | 22       | 41       |          |          |
| 1990/1991      | Montreal Canadiens  | NHL            | 70   | 28            | 31            | 59            | 52            | 13            | 2  | 11       | 13       | 35       |          |          |
| 1991/1992      | Montreal Canadiens  | NHL            | 77   | 28            | 42            | 70            | 73            | 11            | 3  | 9        | 12       | 8        |          |          |
| 1992/1993      | Montreal Canadiens  | NHL            | 63   | 16            | 34            | 50            | 90            | 14            | 0  | 5        | 5        | 4        |          |          |
| 1993/1994      | Tampa Bay Lightning | NHL            | 74   | 18            | 28            | 46            | 106           | —             | —  | —        | —        | —        |          |          |
| 1994/1995      | Tampa Bay Lightning | NHL            | 31   | 6             | 11            | 17            | 10            | —             | —  | —        | —        | —        |          |          |
| 1994/1995      | Chicago Blackhawks  | NHL            | 12   | 4             | 4             | 8             | 8             | 16            | 7  | 11       | 18       | 10       |          |          |
| 1995/1996      | Chicago Blackhawks  | NHL            | 69   | 13            | 35            | 48            | 102           | 10            | 1  | 2        | 3        | 8        |          |          |
| 1996/1997      | Chicago Blackhawks  | NHL            | 64   | 9             | 18            | 27            | 60            | 6             | 0  | 2        | 2        | 2        |          |          |
| Celkem v QMJHL | Celkem v QMJHL      | Celkem v QMJHL | 214  | 146           | 309           | 455           | 203           | 21            | 12 | 22       | 34       | 54       |          |          |
| Celkem v NHL   | Celkem v NHL        | Celkem v NHL   | 1196 | 473           | 865           | 1338          | 1336          | 169           | 66 | 109      | 175      | 256      |          |          |

## NHL All-Star Game
| Rok               | Místo             |                   | G | A | B |
| ----------------- | ----------------- | ----------------- | - | - | - |
| 1982              | Washington, D.C.  | 0                 | 0 | 0 |   |
| 1983              | New York          | 0                 | 0 | 0 |   |
| 1984              | New Jersey        | 1                 | 1 | 1 |   |
| 1986              | Hartford          | 0                 | 2 | 2 |   |
| 1988              | St. Louis         | 1                 | 2 | 3 |   |
| 1991              | Chicago           | 0                 | 0 | 0 |   |
| 1996              | Boston            | 0                 | 0 | 0 |   |
| Celkem v All-Star | Celkem v All-Star | Celkem v All-Star | 2 | 5 | 7 |